# Потешный дворец
Потешный дворец (палаты Милославского) — дворцовая постройка Московского Кремля, расположенная у западной кремлёвской стены между Комендантской и Троицкой башнями на Дворцовой улице. Здание было построено в 1651 году как жилые палаты боярина Ильи Даниловича Милославского — тестя царя Алексея Михайловича, является единственным сохранившимся в Кремле образцом боярских палат.

## Описание
Узкий участок между крепостной стеной и хозяйственной застройкой царской резиденции определил планировочное решение усадьбы Милославского. В центре участка расположилось само строение, с юга и севера соответственно парадный и хозяйственный дворы. Почти квадратное в плане здание имело в середине арочный проход, соединявший обе территории. Парадное крыльцо, выходившее на южный двор, замыкало пристройку, поставленную глаголем к основному объёму палат.

## История

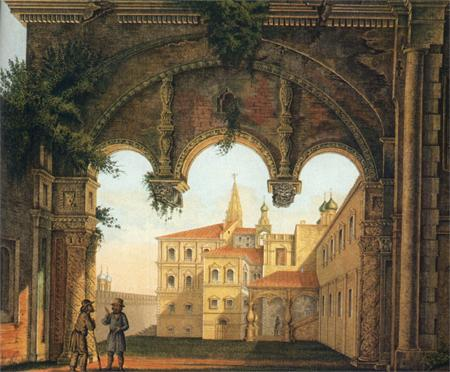
Вид от Львиных ворот. Рисунок-реконструкция середины XIX века

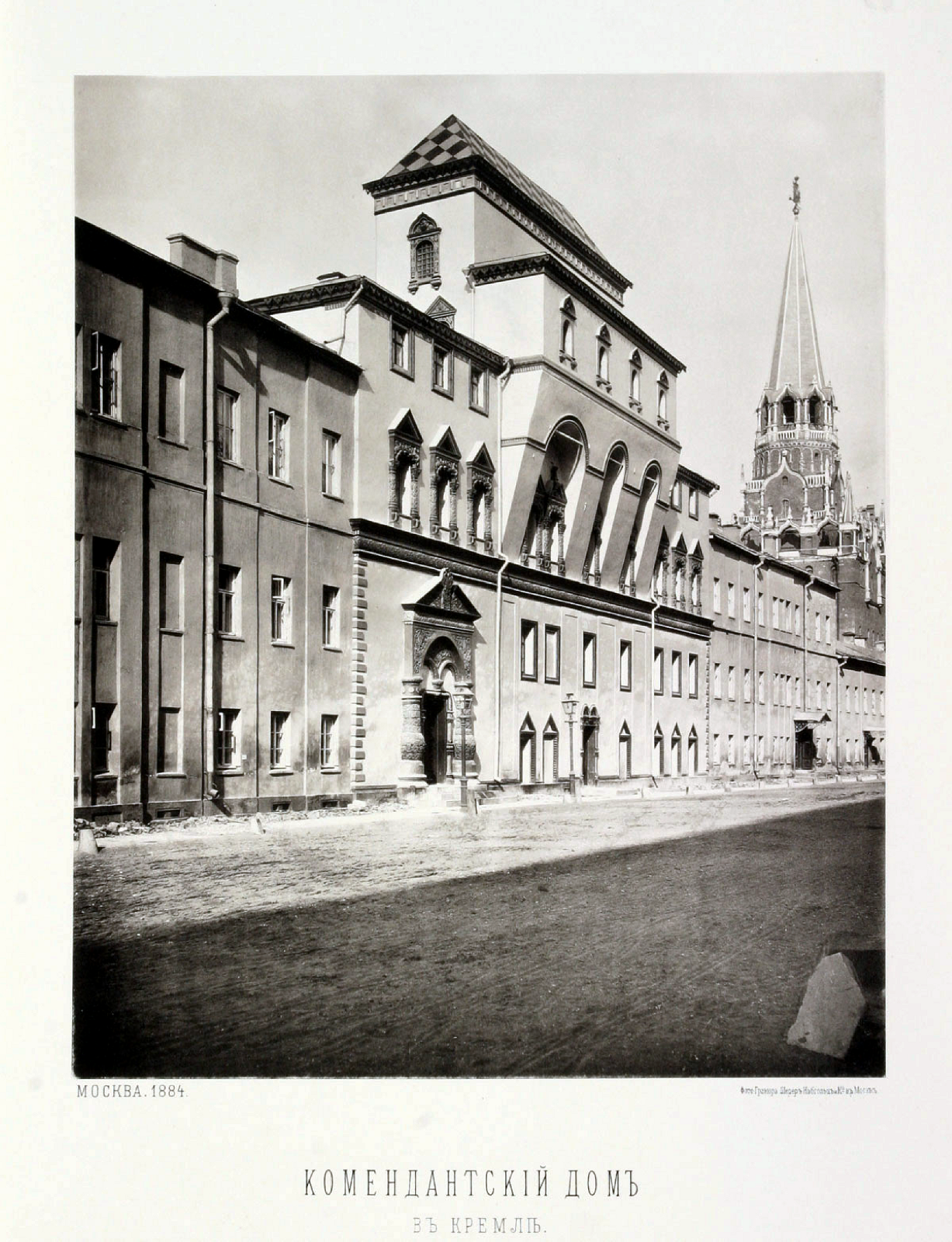
Дворец как комендантский дом, 1884

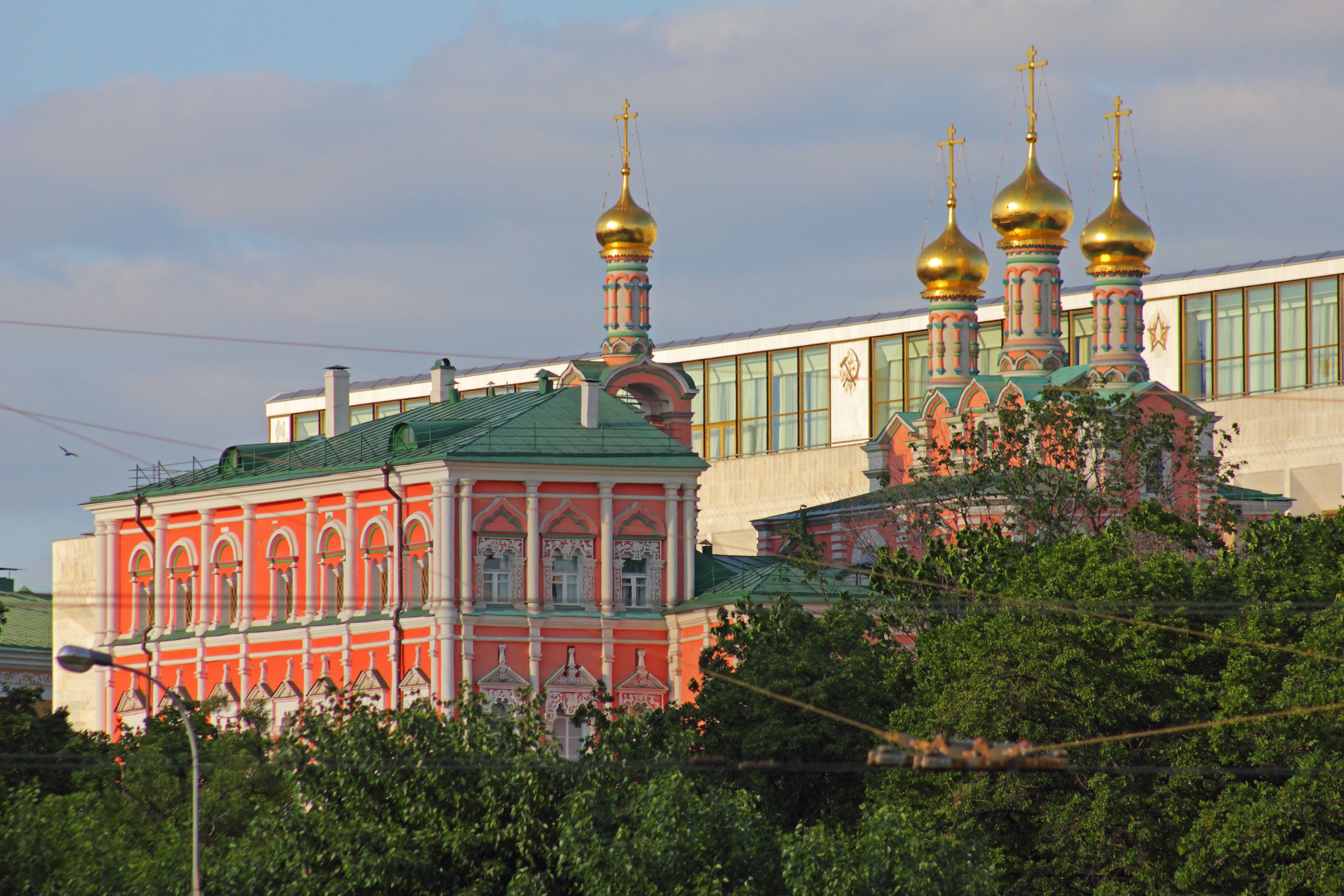
Потешный дворец из Александровского сада, 2012

Здание строилось как жилые палаты боярина Ильи Даниловича Милославского на территории, которую с конца XVI века занимали различные хозяйственные постройки царского двора, и было закончено к 1651 году.
После смерти Милославского усадьба в 1669 году перешла в царскую казну, после чего палаты соединили сначала деревянными, а затем каменными переходами с Царским дворцом. В 1672 году в палатах для царской семьи стали устраиваться потехи — первые на Руси театральные представления, в результате чего палаты стали именоваться Потешным дворцом. С 1679 года, когда здесь поселились члены царской семьи, дворец был расширен и частично перестроен.
Постройка Потешного дворца стала следующим, после Теремного, этапом развития каменного жилья, получившего вскоре широкое распространение в Москве. Поэтажное членение фасадов с белокаменным резным декором, близкое к анфиладному расположение жилых помещений роднят его с Теремным дворцом. Отличительной особенностью объёмно-планировочной структуры дворца является расположение домовой церкви Похвалы Богородицы, вписанной в объём здания. Она возвышается над средней частью восточного фасада. Мощные кронштейны, имитирующие машикули, выступающие на уровне парадного этажа, несут алтарь церкви, что помогло избежать неканонического расположения алтарной части храма над жилыми покоями. Плоская кровля с висячим садом с западной стороны служила папертью. 3 марта 1681 года царица Агафья Грушецкая на оклад образа Богородицы в церкви Потешного дворца пожертвовала со своей царской шубы 46 аламов (серебряная, вызолоченная бляха, кованая или чеканная) общим весом 12 фунтов 83 золотника.
При Петре I во дворце разместили Полицейский приказ, а в 1806 году здание приспособили под жилье и канцелярии коменданта Москвы. Перестройка дворца осуществлялась по проекту архитектора Ивана Еготова и предусматривала превращение восточного фасада, выходящего на вновь образованную Дворцовую улицу, в главный. С этой целью для симметрии было пристроено северное крыло, а фасад и интерьеры украшены модными псевдоготическими деталями. Домовая церковь при этом была упразднена и с неё сняты купола.
В 1874—1875 годах архитектор Николай Шохин сделал попытку частично вернуть сооружению древний вид, но это была лишь стилизация, отражавшая представления архитектора. На 1884 год в помещении был комендатский дом.
Если верить автобиографической повести Юрия Коринца «Привет от Вернера», в конце 1920-х годов в Потешном дворце жила Бронислава Генриховна Мархлевская — вдова Юлиана Мархлевского.[значимость факта?]
В настоящее время во дворце размещаются службы Комендатуры Кремля, по инициативе которой в 2000—2004 годах на памятнике проведены реставрационные работы, в основном по восстановлению отдельных фасадов церкви Похвалы Богородицы и дворца, также — некоторых интерьеров дворца. Одной из реставрационных находок стало обнаружение на наличниках парадного этажа уникальной белокаменной резьбы с сюжетами, редкими для декораций XVII века — цветами, реальными и фантастическими зверями и птицами, рыцарскими турнирами.